# (39566) Carllewis
(39566) Carllewis est un astéroïde de la ceinture principale.

## Description
(39566) Carllewis est un astéroïde de la ceinture principale. Il fut découvert le 26 septembre 1992 à Geisei par Tsutomu Seki. Il présente une orbite caractérisée par un demi-grand axe de 2,34 UA, une excentricité de 0,22 et une inclinaison de 5,3° par rapport à l'écliptique.

## Compléments